# Oh Eun-su
Oh Eun-su (* 4. Januar 1993) ist ein südkoreanischer Curler. Er spielt in der koreanischen Nationalmannschaft auf der Position des Second unter Skip Kim Chang-min.

## Karriere
Oh begann seine internationale Karriere bei der Winter-Universiade 2011 als Ersatzspieler im koreanischen Team um Skip Kim Chang-min und gewann dort die Goldmedaille. Nach einem achten Platz 2013 wurde er als Third im Team von Seong Se-hyeon bei der Winter-Universiade 2017 Fünfter.
Seine erste Teilnahme an der Pazifik-Asienmeisterschaft 2011 als Ersatzspieler des koreanischen Teams endete mit dem Gewinn der Bronzemedaille. Nach einem vierten Platz 2012 war er wieder bei der Pazifik-Asienmeisterschaft 2017 als Second dabei. Die Mannschaft um Kim Chang-min gewann den Wettbewerb und qualifizierte Südkorea für die Weltmeisterschaft 2018 in Las Vegas. Oh spielte dort auf der Position des Ersatzspielers und kam mit der koreanischen Mannschaft nach einer Niederlage im Spiel um Platz 3 gegen Schottland (Skip: Bruce Mouat) auf den vierten Platz.
Oh und seine Teamkollegen (Skip: Kim Chang-min, Third: Seong Se-hyeon, Lead: Lee Ki-bok, Alternate: Kim Min-chan) vertraten Südkorea bei den Olympischen Winterspielen 2018 im Heimatland. Nach vier Siegen und fünf Niederlagen in der Round Robin kamen sie auf den siebten Platz.